# جيمي ييتس
جيمي ييتس (بالإنجليزية: Jamie Yates)‏ (24 ديسمبر 1988 بشفيلد في المملكة المتحدة - ) هو لاعب كرة قدم بريطاني في مركز الهجوم. لعب مع نادي بيرتن ألبيون ونادي روذرهام يونايتد ونادي غاينسبورو ترينيتي وAlfreton Town F.C. ‏ ونادي بوسطن يونايتد.

## وصلات خارجية
- جيمي ييتس على موقع قاعدة بيانات كرة القدم.إي يو (الإنجليزية)
- جيمي ييتس على موقع Soccerbase.com (لاعب) (الإنجليزية)